# Olga Merino López
Olga Merino López (castellà: Olga Merino)  (Barcelona, 1965) va cursar estudis d'especialització en Història i Literatura Llatinoamericanes al Regne Unit. Ha viscut a Londres i a Moscou, on va ser corresponsal durant cinc anys, i va viure la transició del règim soviètic a l'economia de mercat.
El 1999 va publicar la seva primera novel·la, Cenizas Rojas. El 2004 va publicar Espuelas de papel, la seva segona novel·la, i el 2006 va guanyar el premi Vargas Llosa NH amb el relat Las normas son las normas. L'any 2022 publicà Cinco inviernos, un llibre de memòries centrat en el lustre que passà a Moscou com a corresponsal de premsa, en els anys 1990, tot just després del la dissolució de la Unió Soviètica.
Des de fa anys publica cròniques culturals i articles d'opinió a El Periódico de Catalunya.